# Квассия
Квассия (лат. Quassia) — род цветковых растений семейства Симарубовые, включающий в себя до 40 видов деревьев и кустарников, распространённых в тропических областях планеты.

## Значение и применение
Отвар частей квассии является хорошим средством против насекомых-вредителей. Для этой же цели используется растёртая в порошок кора растения.
Древесина квассии используется в промышленных масштабах для изготовления инсектицидов и лекарственных средств, а также в качестве замены хмеля при приготовлении эля и пива.

## Некоторые виды
По информации базы данных The Plant List, род включает 36 видов:
- Quassia africana (Baill.) Baill.
- Quassia amara L. — Квассия горькая
- Quassia baileyana (Oliv.) Noot.
- Quassia bidwillii (Hook.f.) Noot.
- Quassia borneensis Noot.
- Quassia cedron (Planch.) D.Dietr.
- Quassia crustacea (Engl.) Noot.
- Quassia cuneata (A.St.-Hil. & Tul.) Noot.
- Quassia cuspidata (Spruce ex Engl.) Noot.
- Quassia ferruginea (A.St.-Hil.) D.Dietr.
- Quassia floribunda (A.St.-Hil.) D.Dietr.
- Quassia gabonensis Pierre
- Quassia glabra (Engl.) Noot.
- Quassia grandifolia (Engl.) Noot.
- Quassia guianensis (Aubl.) D.Dietr.
- Quassia harmandiana (Pierre ex Laness.) Noot.
- Quassia indica (Gaertn.) Noot.
- Quassia intermedia (Mansf.) Noot.
- Quassia laevis (Griseb.) Noot.
- Quassia maiana (Casar.) Noot.
- Quassia monophylla (Oliv.) Noot.
- Quassia obovata (Spruce ex Engl.) Noot.
- Quassia orinocensis (Kunth) D.Dietr.
- Quassia paraensis (Ducke) Noot.
- Quassia pohliana (Boas) Noot.
- Quassia praecox (Hassl.) Noot.
- Quassia salubris (Engl.) Noot.
- Quassia sanguinea Cheek & Jongkind
- Quassia schweinfurthii (Oliv.) Noot.
- Quassia subcymosa (A.St.-Hil. & Tul.) Noot.
- Quassia suffruticosa (Engl.) Noot.
- Quassia trichilioides (A.St.-Hil.) D.Dietr.
- Quassia tulae (Urb.) Noot.
- Quassia undulata (Guill. & Perr.) D.Dietr.
- Quassia versicolor (A.St.-Hil.) Spreng.
- Quassia warmingiana (Engl.) Noot.